# Brandhorn
De Brandhorn  is een berg in de deelstaat Salzburg, Oostenrijk. De berg heeft een hoogte van 2610 meter.
De Brandhorn is onderdeel van het Steinernes Meer, dat weer deel uitmaakt van de Berchtesgadener Alpen.